# Waffel

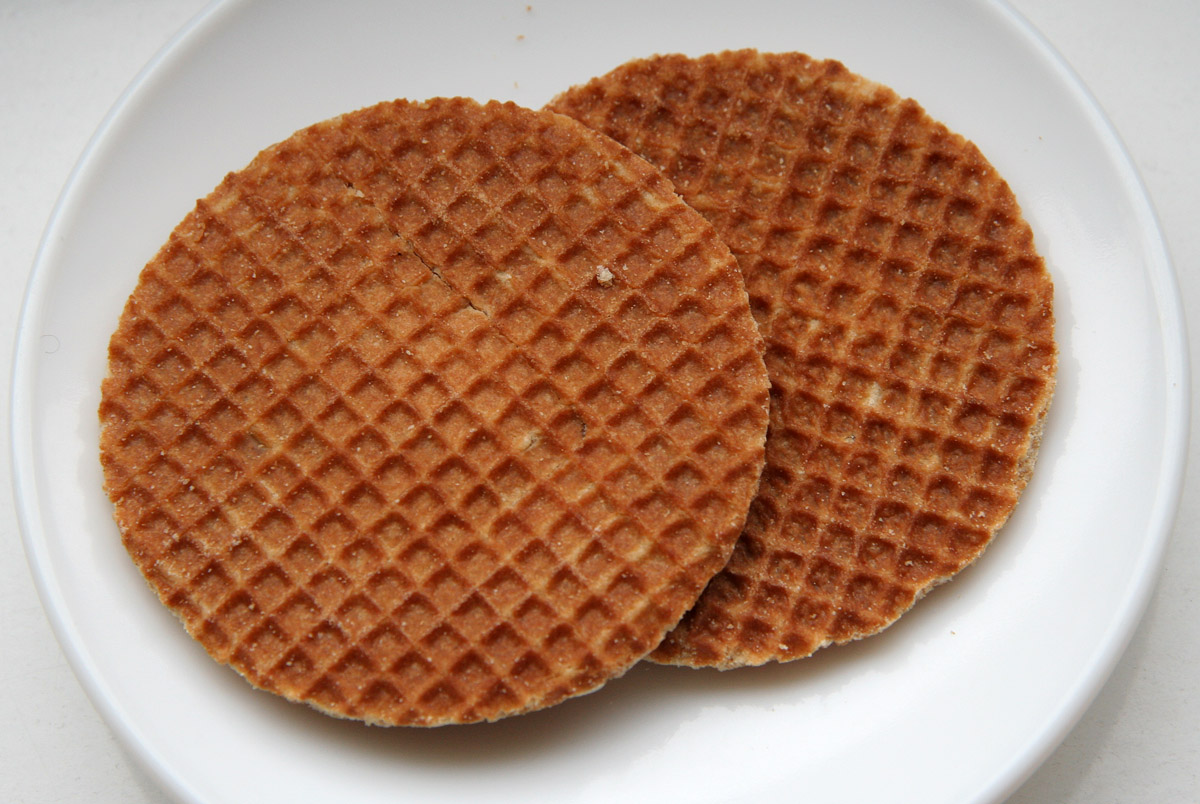
Waffel, hier niederländische „Stroopwafel“

Waffeln sind in ihrer einfachsten Form (Oblate) ein aus Mehl und Wasser bestehendes, flaches Feingebäck, das zwischen zwei heißen Eisen (Waffeleisen) gebacken wird. Bekannte Varianten sind die aus Karlsbad stammenden Karlsbader Waffeln (auch Carlsbader Waffeln oder Karlsbader Oblaten) oder die in Österreich industriell hergestellten Neapolitaner-Waffeln.
Es gibt zahlreiche durch Form und Rezeptur unterschiedliche Variationen von Waffeln. So gibt es weiche und knusprige Waffeln, basierend auf unterschiedlichen Rezepturen für die Waffelmasse. Von der Form her werden vor allem Flach- und Hohlwaffeln unterschieden. Beispiele für Hohlwaffeln sind Waffeln in Schalenform, in zylinderförmiger Rollenform oder in kegelförmiger Tütenform (u. a. sogenannte Waffeltüten, Hippen und Hohlhippen). Waffelschalen werden insbesondere als essbares Einweggeschirr beim Außerhausverkauf in Eiscafés und bei ökologisch orientierten Events verwendet. In manchen Fischgeschäften werden Remoulade oder andere Dips z. B. zu Fish and Chips in Waffelschalen gereicht.
Auch in der Form des Verzehrs bzw. des Genusses gibt es eine reiche Palette an üblichen Serviervarianten. Beliebte Varianten sind das Bestreuen mit Puder- bzw. Staubzucker oder das Anrichten mit Schlagsahne. Erdbeeren oder Sauerkirschen werden häufig als heißes Kompott zu frischen Waffeln gereicht. Waffeln sind häufigste Beilage zu Speiseeis, das oft in tütenförmigen Waffeln angeboten wird.

## Begriff
Im Deutschen Wörterbuch der Brüder Grimm heißt es: „Die Waffel ist ein uraltes niederfränkisches Fest- und Fastengebäck, ähnlich den Krapfen, Strauben usw. In anderen deutschen Landschaften, durch die Franken nach Frankreich gebracht, in Deutschland von den Rheingegenden aus allmählich allgemeiner verbreitet. Sie pflegen jetzt bei Festlichkeiten, auf Jahrmärkten gebacken zu werden, in den Häusern bei besonderen Gelegenheiten“. Laut Grimm ist das Wort wafel im Niederländischen seit dem 15. Jahrhundert belegt, in Deutschland ist es erst seit dem 17. Jahrhundert bekannt.
Heutige Etymologen gehen ebenfalls von der niederländischen Herkunft des Wortes Waffel aus. Teilweise sieht man einen Zusammenhang mit der Bienenwabe aufgrund der Prägung des Waffeleisens, es wird jedoch auch eine Herleitung aus dem niederländischen Begriff für Weben angenommen, sodass Waffel ursprünglich auch „Gewebe“ bedeutet hätte.

## Allgemeines

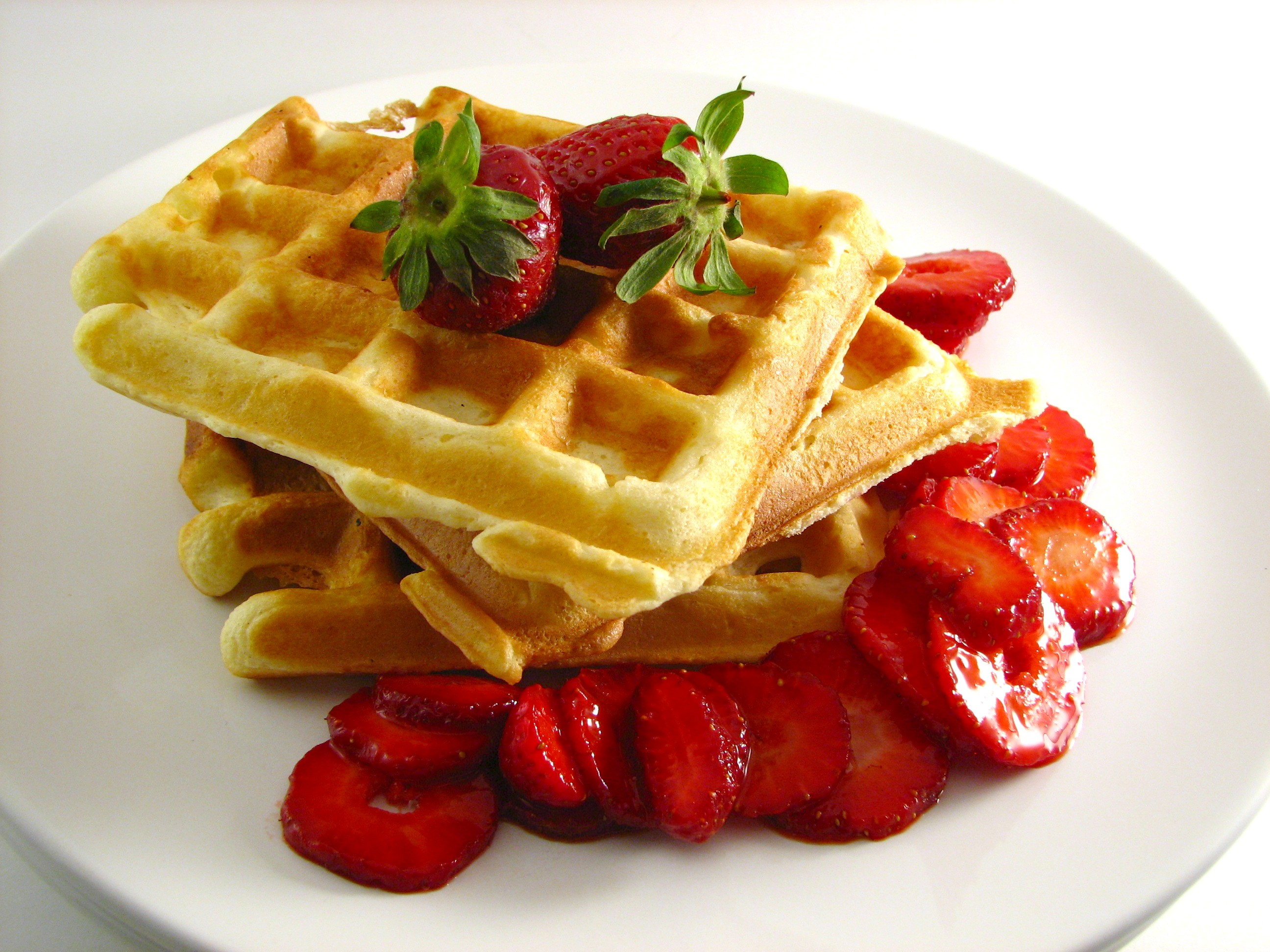
Brüsseler Waffeln mit Erdbeeren

Neben den oft gewerblich (z. B. auf Jahrmärkten) oder in Supermärkten verbreitet angebotenen dicken, weichen, rechteckigen Brüsseler Waffeln mit ihrem charakteristischen Tiefgravurmuster sind im Handel für den Einsatz im Privatbereich auch Backgeräte für runde, flache oder segmental herzförmige Weichwaffelformen erhältlich. In traditionellen Zangenwaffeleisen hergestellte Waffeln werden mancherorts auch Eiserkuchen oder Hippen genannt. Regional bestehen viele weitere Bezeichnungen, wie Klemmkuchen, Krüllkuchen oder Neujahrshörnchen.
Aufgrund der Rezeptur haben Weichwaffeln auch ohne Beigaben wie Puderzucker, Sahne oder Früchte einen ausgeprägten Eigengeschmack. Oblatenähnliche Waffeln hingegen sind trocken und eher geschmacklos, sodass sie entweder als Beilage oder Dekoration für Eisdesserts verwendet oder zu cremegefüllten Endprodukten wie Waffelschnitten weiterverarbeitet werden.
Waffelgebäck wird handwerklich mittels Waffeleisen oder industriell auf gas- oder elektrisch beheizten automatischen Waffelbackmaschinen oder Waffelbackanlagen hergestellt. Bei der maschinellen Herstellung erfüllen miteinander zu einer Kette verbundene gravierte Backplattenpaare, die einen Backofen durchlaufen, die Funktion der Waffeleisen.
Die Knusprigkeit von Waffeln wird von mehreren Faktoren bestimmt:
- vom Gehalt oder Fehlen von Mehlproteinen, die zu einem „gummiartigen“ Ergebnis führen: Dem Teig zugesetzte (oder ausschließlich verwendete) reine Weizenstärke oder glutenarme Mehle reduzieren den Kleberanteil im Gesamtmehlverhältnis.
- vom Wassergehalt: Der im Teig enthaltene Zucker kann nur bei Temperaturen um 150 °C bräunen (siehe dazu unter Karamell und Maillard-Reaktion sowie unter Hippe), was ein Fehlen von Wasser zur Bedingung hat (die Wärmeenergie wird sonst beim Verdampfen des Wassers „verbraucht“ oder benötigt). Zur Entwässerung beim Backvorgang sind eine durch Pressung erhaltene möglichst dünne Schicht und eine lange Backzeit notwendig; nach dem Backen kann das Produkt nur nachtrocknen (um den Wassergehalt des Weizenkleberanteils zu reduzieren), wenn es nicht in übereinander gelegten Schichten gestapelt wird, sondern einzeln auf einem Rost abkühlen kann.
- im Teig (zugesetzte Fette, Fettgehalt von Eidotter) oder in der Backform enthaltene Fette oder Speiseöl können als „Weichmacher“ fungieren (siehe dazu auch Einfluss der Rohstoffe auf die Hippenmasse).

### Teigvarianten

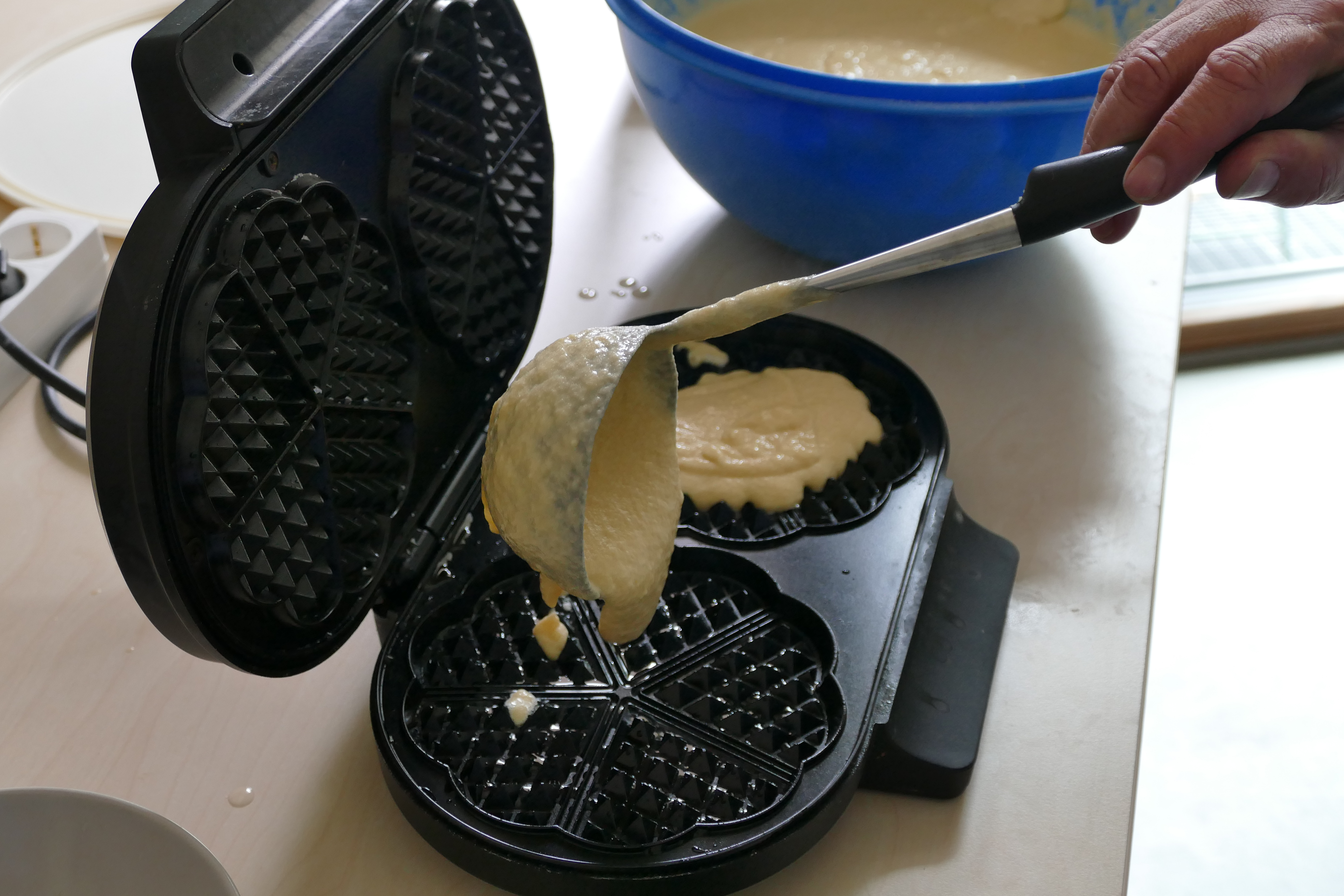
Ein Waffeleisen wird mit Rührmasse befüllt

Je nach Region und Verwendungszweck werden Waffeln aus verschiedenen Arten von Teigen oder Massen hergestellt. Die häufigste Variante in Mitteleuropa sind weiche Waffeln aus einer verhältnismäßig flüssigen Rührmasse, die Eier, Fett und Milch enthält. Aus solchen Rührmassen werden zum Beispiel Bergische oder Brüsseler Waffeln gebacken. Aus ähnlichen Massen werden die dünnen, knusprigen „Neujahrshörnchen“ oder „Klemmkuchen“ hergestellt, die vor allem in Nordwestdeutschland (z. B. Ostfriesland) verbreitet sind und die auch als „Eishörnchen“ Verwendung finden.
Lütticher Waffeln und auch die niederländischen, mit Sirup gefüllten Stroopwaffels werden aus gesüßtem, fetthaltigem Hefeteig hergestellt und haben dementsprechend eine elastischere Konsistenz als die weichen Brüsseler Waffeln.
Bestimmte Waffelspezialitäten basieren auch auf Mürbeteig, der zu Waffeln führt, die in ihrer Konsistenz und ihrem Geschmack Ähnlichkeit mit Keksen haben. In diese Kategorie fallen beispielsweise die „Friesenwaffeln“, die auf der Insel Amrum verbreitet sind ebenso wie die niederländischen „Galetten“.

## Geschichte und Verbreitung

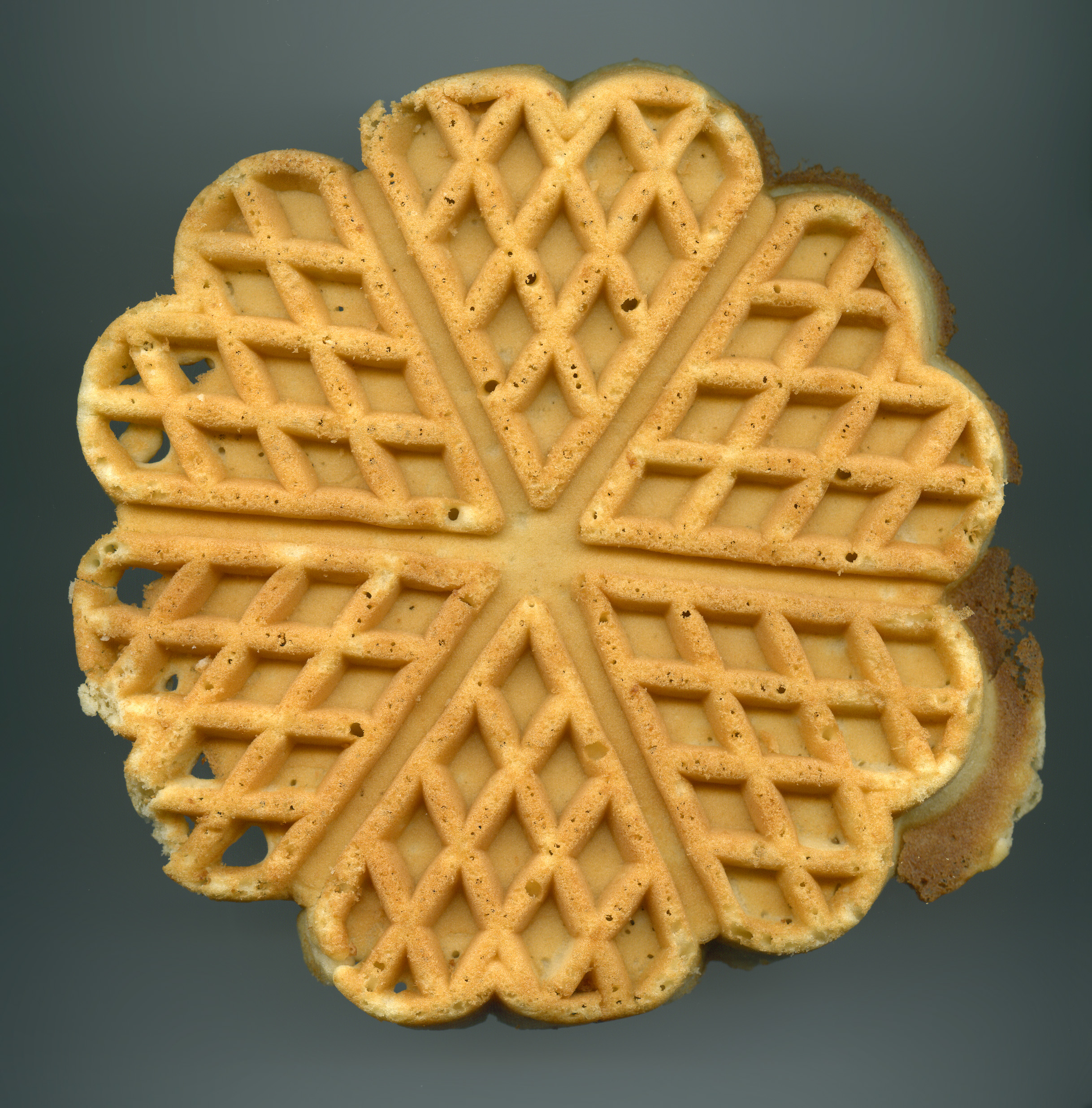
Herzwaffel

Die ältesten Belege für Waffeleisen stammen aus dem 9. Jahrhundert und wurden in Belgien und Frankreich gefunden. Es wird angenommen, dass die Herstellung von Oblaten in den Klöstern ein Vorläufer der Waffelbäckerei war. In Frankreich gab es bereits im 13. Jahrhundert eine eigene Zunft der Waffelbäcker. Hohlhippen waren spätestens im 15. Jahrhundert bekannt. Zu diesem Zeitpunkt waren Waffeln in den Niederlanden stark verbreitet, außerdem in Norddeutschland, im Fläming, in Brandenburg sowie im Raum Baden. In Süddeutschland und in Österreich gehörten Waffeln dagegen nie zu den Volksgebäcken, sondern waren der gehobenen Küche vorbehalten. Aus Österreich sind vor allem die Neapolitaner-Waffeln bekannt. Aufgrund ihrer dekorativen Form waren Waffeln ein beliebtes Festtagsgebäck, regional wurden sie traditionell zu Neujahr gebacken.
Eine regionale Besonderheit im Bergischen Land sind die Bergischen Waffeln (Herzwaffeln). Die Waffelback-Tradition in Westfalen lässt sich bis in das 16. Jahrhundert zurückverfolgen. Im Saarland und in der Pfalz sind in der Weihnachtszeit Zimtwaffeln ein traditionell beliebtes Gebäck. Sie werden dort sowohl gewerblich als auch in den Haushalten hergestellt. In Belgien gibt es vielerorts kleine Läden oder Stände, in denen frische Brüsseler oder Lütticher Waffeln gebacken werden. Letztere bestehen aus einem Hefeteig mit Kristallzucker.
In den Niederlanden sind mit Sirup oder Honig gefüllte dünne Waffelpaare (Stroopwafels) sehr verbreitet.
In Schweden werden Waffeln traditionell in Herzform gebacken. Am 25. März ist der offizielle Waffeltag (Våffeldagen auf Schwedisch). In Norwegen gehören zwei spezielle Waffelgebäcke zur Weihnachtstradition: Goro und Hohlhippen, die dort Krumkake genannt werden. Für beide gibt es spezielle Waffeleisen. Doch auch im norwegischen Alltag spielen Waffeln eine sehr große Rolle als klassisches Gebäck zum Kaffee. Dabei werden die Waffeln meist mit dem typisch norwegischen Braunkäse oder Sauerrahm sowie Erdbeermarmelade serviert. In Fußballstadien werden zudem oft Waffeln als Hot-Dog-Brötchen verwendet.
Pourakia (griechisch: Πουράκια, wörtlich „Zigarillos“) sind ein traditionelles griechisches Gebäck, das außerhalb Griechenlands häufig unter dem Namen „Waffelröllchen“ (englisch: wafer rolls) vermarktet wird. Es handelt sich dabei um lange, dünne Teigröllchen, die meist mit einer cremigen Füllung aus Schokolade und Haselnüssen versehen sind. Diese süßen Röllchen werden traditionell in Dosen verkauft und sind aufgrund ihrer knusprigen Textur und des aromatischen Geschmacks sehr beliebt als Snack zu Kaffee oder Tee. Die bekannteste Marke im Handel ist Caprice von Papadopoulos, eine der führenden griechischen Süßwarenfirmen. Mittlerweile produzieren jedoch zahlreiche griechische Gebäckfirmen eigene Varianten, die auch in unterschiedlichen Geschmacksrichtungen und Füllungen erhältlich sind. Das Gebäck hat eine lange Tradition in der griechischen Süßwarenkultur und ist heute ein beliebtes Mitbringsel sowie Bestandteil vieler Festlichkeiten.